# Incendie du Switel
L'incendie du Switel est un incendie accidentel qui s'est produit le 31 décembre 1994 dans la salle de fêtes de l'hôtel Switel, situé en plein centre de la ville d'Anvers, en Belgique. 
Le bilan sera de 15 morts et 164 blessés, ce qui en fait l'un des incendies les plus meurtriers de l'histoire récente du royaume.

## Contexte

### L'hotel
L'hotel Switel fut ouvert en mars 1974 et était situé sur la Kievitplein, près de la gare d'Anvers-Central.

## Les faits
Alors que quelque 450 personnes s'apprêtent à fêter le passage à l'an nouveau dans la salle des fêtes de l'hôtel, vers 23 heures, des bougies mettent le feu à un sapin naturel, dressé en guise de décoration pour les fêtes de fin d'année. 
Les portes d'évacuation sont rapidement ouvertes, ce qui provoque un appel d'air qui a pour conséquence l'incendie en embrasement de l'ensemble de la salle. Dans la panique, les gens se bousculent en tentant de fuir et se piétinent. Les pompiers d'Anvers sont rapidement sur place pour combattre le feu.

## Bilan humain
Quinze personnes meurent, dont trois personnes décèdent sur place, brûlées vives, et, 164 sont blessées dont 49 grièvement.